# That's The Way My Heart Goes
"That's the Way My Heart Goes" is een liedje van de Zweedse zangeres Marie Serneholt.
Het werd in 2006 als eerste single van haar album Enjoy the Ride uitgegeven. De uitgave van de single ging gepaard met een grootschalige campagne in Zweden. "That's the Way My Heart Goes" leverde Serneholt een gouden plaat op. De single stond vier maanden in de Zweedse Top 60 en bereikte in die periode de tweede plaats. In de Zweedse hitlijst voor muziekdownloads werd hij een nummer één-hit.
In "That's the Way My Heart Goes" wordt gebruikgemaakt van een sample van het Shakira-liedje "Whenever, Wherever".